# Együtt (film, 2000)
Az Együtt (eredeti címe: Tillsammans) 2000-ben bemutatott svéd-dán-norvég kooprodukcióban készült szatirikus vígjáték, amelyet Lukas Moodysson írt és rendezett. A produkció főbb szerepeiben Lisa Lindgren, Michael Nyqvist, Emma Samuelsson és Sam Kessel. 2000. augusztus 25-én mutatták be Svédországban. Magyarországon először a Titanic Nemzetközi Filmpresence Fesztiválon jelent meg 2001. október 6-án. A produkciót egy díjra jelölték a 2000-es Európai Filmdíjgálán.
A film második részét 2023-ban mutatták be Together 99 címmel. 

## Cselekmény
Elisabeth elhagyja férjét, Rolfot, miután az alkoholos befolyásoltság alatt többször megveri, és gyermekeivel a bátyjához, Göranhoz költözik. Göran barátnőjével, Lenával él az Együtt kommunában, aminek hivatalosan ő a vezetője. Lenával nyitott párkapcsolatban élnek, a nő pedig szexuális élményéről áradozik neki Erikkel. Lakótársuk, Anna és Lasse már szétmentek, de még mindig együtt élnek a kommunában a fiukkal, Tettel. Míg Anna immár leszbikusnak tartja magát, Lasse megpróbál menekülni meleg lakótársa, Klas közeledése elől. 
Elisabeth beköltözik ebbe a diszfunkcionális közös lakásba, és szókimondó viselkedésével mindent felborít. Fia, Stefan képes kiharcolni, hogy a fiatalabb lakótársak, Tet és Måne új kiváltságokat kapjanak. A rendkívül csendes, 13 éves Eva kezdetben nem érzi jól magát a közös lakásban, de összebarátkozik a szintén félénk 14 éves szomszéd fiúval, Fredrikkel, akivel közös a szélsőséges előrelátásuk. Rolf eközben megpróbálja visszanyerni Elisabeth és a gyerekek szeretetét.
Miután újra hús kerül az étlapra és egy használt televíziót vásárolnak, Signe és Sigvard elköltöznek, hogy szerencsét próbáljanak az Anyaföld kollektívában. Erik minden lakótársát teljesen apolitikusnak találja, és a föld alá vonul, miután rájön, hogy Lena is csak fizikailag érdeklődik iránta. A többi lakótárs láthatóan jól kijön egymással, Anna és Lasse végre kibékülnek, és Klasnak is sikerül intim viszonyt kialakítania Lasséval. Az idősebb Birger segítségével, aki szintén egyedül él, Rolfnak végül sikerül megváltoznia.
Elisabeth azonban továbbra is elutasító. Göran Elisabeth hatására szakít Lenával, és kiteszi a lakásból. Rolfnak sikerül szentestán meglágyítania Rolfot, és karácsony reggelén mindannyian élvezettel fociznak a hóban.

## Szereplők
| Szerep         | Színész           | Magyar hangja |
| -------------- | ----------------- | ------------- |
| Elisabeth      | Lisa Lindgren     |               |
| Rolf           | Michael Nyqvist   |               |
| Eva            | Emma Samuelsson   |               |
| Stefan         | Sam Kessel        |               |
| Göran          | Gustaf Hammarsten |               |
| Anna           | Jessica Liedberg  |               |
| Lasse          | Ola Rapace        |               |
| Klas           | Shanti Roney      |               |
| Erik Andersson | Olle Sarri        |               |
| Lena           | Anja Lundqvist    |               |
| Birger         | Sten Ljunggren    |               |
| Signe          | Cecilia Frode     |               |
| Sigvard        | Lars Frode        |               |
| Måne           | Emil Moodysson    |               |
| Fredrik        | Henrik Lundström  |               |

## Fogadtatás

### Kritikai visszhang
A film nagyon jó értékeléseket kapott. A Rotten Tomatoeson 90%-os minősítést ért el 81 értékelés alapján, az összefoglaló szerint: „Az Együtt egyszerre képes szatirikus és melegszívű lenni egy kommuna lakóit szemlélve, és sikeresen ragadja meg a kor szellemét.” Anthony Lane a New Yorkertől azt írta: „Perceken belül nemcsak azt tudjuk, hogy hol vagyunk, hanem azt is, hogy kivel van dolgunk; Moodysson rendezőként tökéletes házigazda, aki nyugodtan, a gúnyos mosoly nyoma nélkül mutatja be nekünk a trollok és különcök széles választékát.” Moira MacDonald a Seattle Timestól azt írta: „Teljesen mentes a formuláktól és a konzerv érzésektől, de tele van a lélek nagylelkűségével, amely áldott és reményteljes érzéssel tölti el a közönséget.” Roger Ebert szerint: „Lehet, hogy az Együtt csak egy időre akar emlékezni. Ezt szelíd, figyelmes humorral teszi.”
A Metacritic 84 pontot kapott a 100-ból 29 vélemény alapján. Owen Gleiberman az Entertainment Weeklytől azt írta: „Ez az a ritka film, amiben olyan karakterekbe is beleszeretsz, akiket nem is kedvelsz.” Peter Travers a Rolling Stone-tól azt írta: „Ez a vidám és humánus film megcsinálta a témáját - nem csak a borotválatlan hónaljjal és az alsónemű hiányával -, és Moodysson egy olyan tehetség, akire érdemes odafigyelni.” Dave Kehr a New York Timestól azt írta: „Az év egyik legkellemesebb külföldi filmje, vicces, kecses és végtelenül jóindulatú alkotás.”

### Bevételi adatok
A Box Office Mojo szerint a film 14,5 millió dolláros bevételt ért el, a költségvetésről nincs adat.

## Fontosabb díjak és jelölések
| Esemény                    | Díj             | Kategória                                | Eredmény |
| -------------------------- | --------------- | ---------------------------------------- | -------- |
| Európai Filmdíjak 2000     | Európai Filmdíj | Legjobb európai felfedezett              | Jelölve  |
| 2001-es Guldbagge díjátadó | Guldbagge-díj   | Legjobb rendező                          | Jelölve  |
| 2001-es Guldbagge díjátadó | Guldbagge-díj   | Legjobb mellékszereplő – Michael Nyqvist | Jelölve  |
| 2001-es Guldbagge díjátadó | Guldbagge-díj   | Legjobb forgatókönyv                     | Jelölve  |